# رباط بالی‌شکل
رباط بالی‌شکل (انگلیسی: Alar ligament) دو چین از غشای سینووبال هستند که روی هر طرف رباط چربی برگشته‌اند. این لیگامان‌ها، به زائده ادنتوئید مهره C2 و کوندیل‌های استخوان پس‌سری می‌چسبند.